# Литвинчук Артур Сергійович
Арту́р Сергі́йович Литвинчу́к  (біл. Артур Літвінчук, 4 січня 1988) — білоруський веслувальник, олімпійський чемпіон.

## Виступи на Олімпіадах
| Олімпіада  | Дисципліна                     | Місце |
| ---------- | ------------------------------ | ----- |
| Пекін 2008 | байдарка-четвірка, 1000 метрів | 1     |